# زندگی کردن برای عشق
«زندگی کردن برای عشق» (به انگلیسی: Living for Love) ترانه‌ای است ضبط شده توسط خواننده آمریکایی مدونا برای سیزدهمین آلبوم استودیویی وی قلب سرکش (۲۰۱۵). ترانه توسط مدونا، دیپلو، آریل ریچ‌شید، مورین مک‌دونالد و توبی گد تهیه و سروده شده‌است. در اصل در نظر گرفته شده بود ترانه در روز ولنتاین ۲۰۱۵ منتشر شود، بعد از فاش شدن نسخه نمایشی (Demo) ضبط شده ترانه در اینترنت، ترانه به صورت عجله‌ای به عنوان اولین تک‌آهنگ از آلبوم در ۲۰ دسامبر ۲۰۱۴، توسط اینتراسکوپ رکوردز منتشر شد.

## نماهنگ
در دسامبر ۲۰۱۴، گای ازیری مدیر مدونا اعلام کرد برنامه‌ریزی شده‌است که یک نماهنگ در اوایل فوریه ۲۰۱۵ منتشر شود. نماهنگ توسط دو فرانسوی ژولین شوکاخ و کامیل هیریگوین، شناخته‌شده با یک‌دیگر به عنوان جی.ای.سی.کی. (J.A.C.K.) کارگردانی شد. نماهنگ توسط دنی بی تول تدوین و توسط بی. آکرلند طراحی لباس و توسط مگان لاسن طراحی رقص شد.

## اجراهای زنده

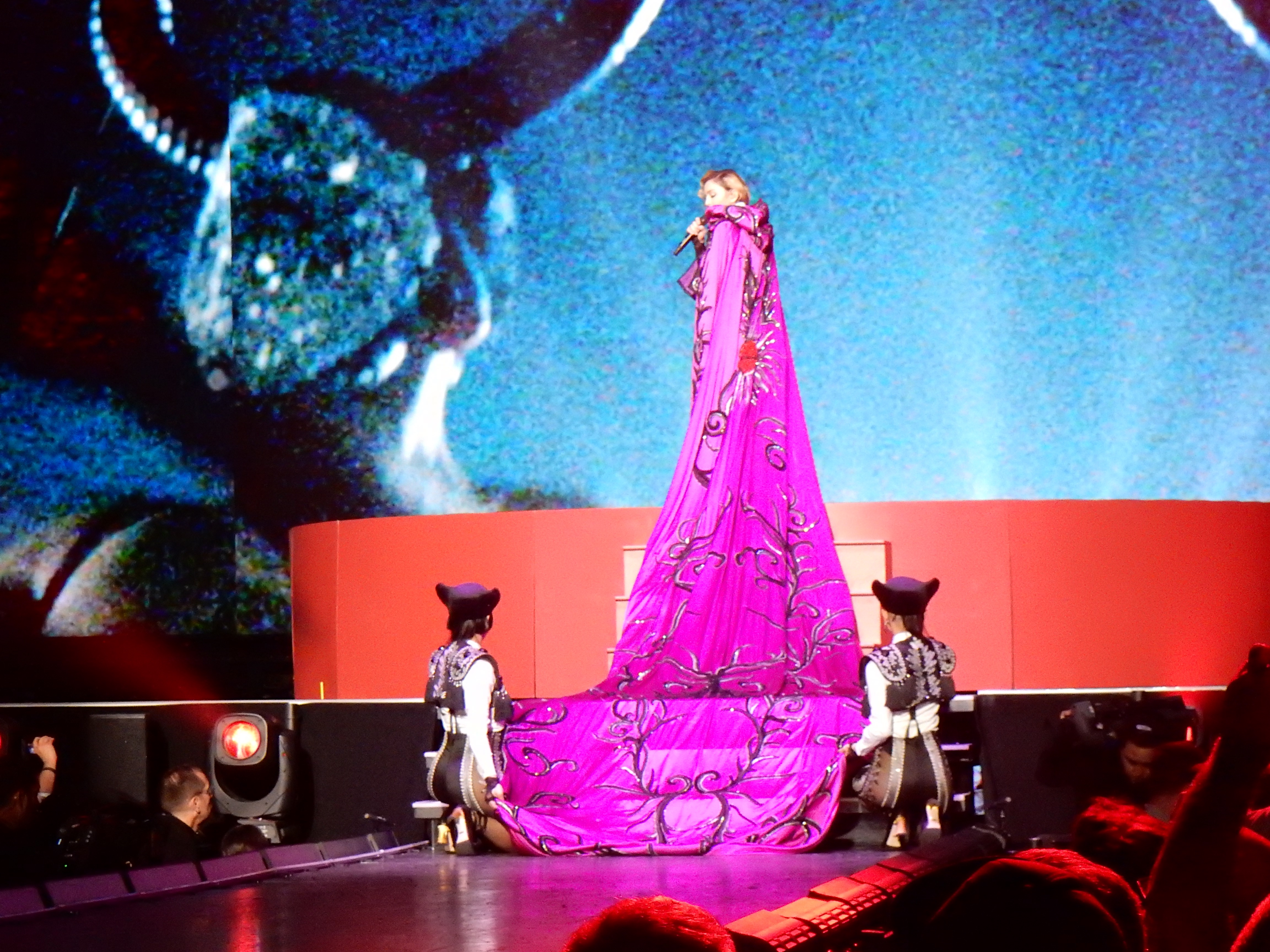
مدونا در تور Rebel Heart

مدونا اولین‌بار ترانه «زندگی کردن برای عشق» را در ۵۷مین مراسم جایزه گرمی در ۸ فوریه ۲۰۱۵ اجرا کرد. همچنین مدونا ترانه را در جایزه بریت ۲۰۱۵ در ۲۵ فوریه اجرا کرد.